# پایگاه هوایی توررخن
پایگاه هوایی توررخن  (به انگلیسی: Torrejón Air Base) یک فرودگاه پایگاه نیروی هوایی است . این فرودگاه در کشور اسپانیا قرار دارد .